# Ange Carletti di Chivasso
Pour les articles homonymes, voir Carletti.
Ange Carletti, ou Ange Carletti di Chivasso, né à Chivasso, Piémont, royaume d'Italie (Saint-Empire romain) en 1411 et mort à Coni, Piémont, royaume d'Italie (Saint-Empire romain) le 11 avril 1495, est un franciscain italien et théologien du XVe siècle qui fut un temps nonce apostolique. 

## Biographie
Issu d'une famille noble de la région du Piémont, il fréquente l'université de Bologne où il obtient un diplôme de docteur en droit civil et canonique avant de devenir magistrat à Chiavasso, sa ville natale. Homme de bonne réputation et capable il est nommé sénateur de la ville par le marquis Jean Jacques de Montferrat. Vers trente ans il se décide néanmoins pour un changement de vie complet. Il quitte ses fonctions, sa ville et se rend à Gênes où il demande à entrer dans l'ordre franciscain. 
L'ordre franciscain et l'Église sauront par la suite mettre à profit ses qualités humaines, spirituelles et intellectuelles. En 1467, il est envoyé pour aider à la réorganisation de la province franciscaine d'Autriche . En 1472, il devient vicaire général d'une des branches de l'ordre franciscain alors connue sous le nom d'Observance cismontane, branche décidée par le pape Eugène IV. Il exerça à nouveau cette fonction en 1478, en 1485 et en 1490. En tant que vicaire général il fonde de nouvelles communautés à Saluces, Mondovì et Pignerol. On le retrouve sinon prêchant à Mantoue, Gênes, Cuneo, Suse, dans le Monferrato et à Turin à la cour de Charles Ier, duc de Savoie. Il est connu aussi pour avoir été conseiller spirituel de Catherine de Gênes et de Paule Gambara Costa.
Les papes eux-mêmes eurent recours à ses services en le nommant nonce à deux reprises lors de situation de crises. En 1480, le troupes de Mehmed II assiégaient Otrante et menaçaient d'envahir et de dévaster la région. Le pape Sixte IV le nomme nonce et lui demande d'user de son influence dans l'organisation de la mobilisation contre l'envahisseur; le siège d'Otrante fut néanmoins abandonné par les Ottomans à la suite de la mort du sultan et la menace turque sur l'Italie s'éloignait définitivement. De nouveau, en 1491, il est nommé nonce apostolique et commissaire par Innocent VIII qui l'envoie signer un accord de paix entre l'Église et les Vaudois.
Il est enterré à Coni où il fut, dès après sa mort, vénéré comme un saint par le peuple.

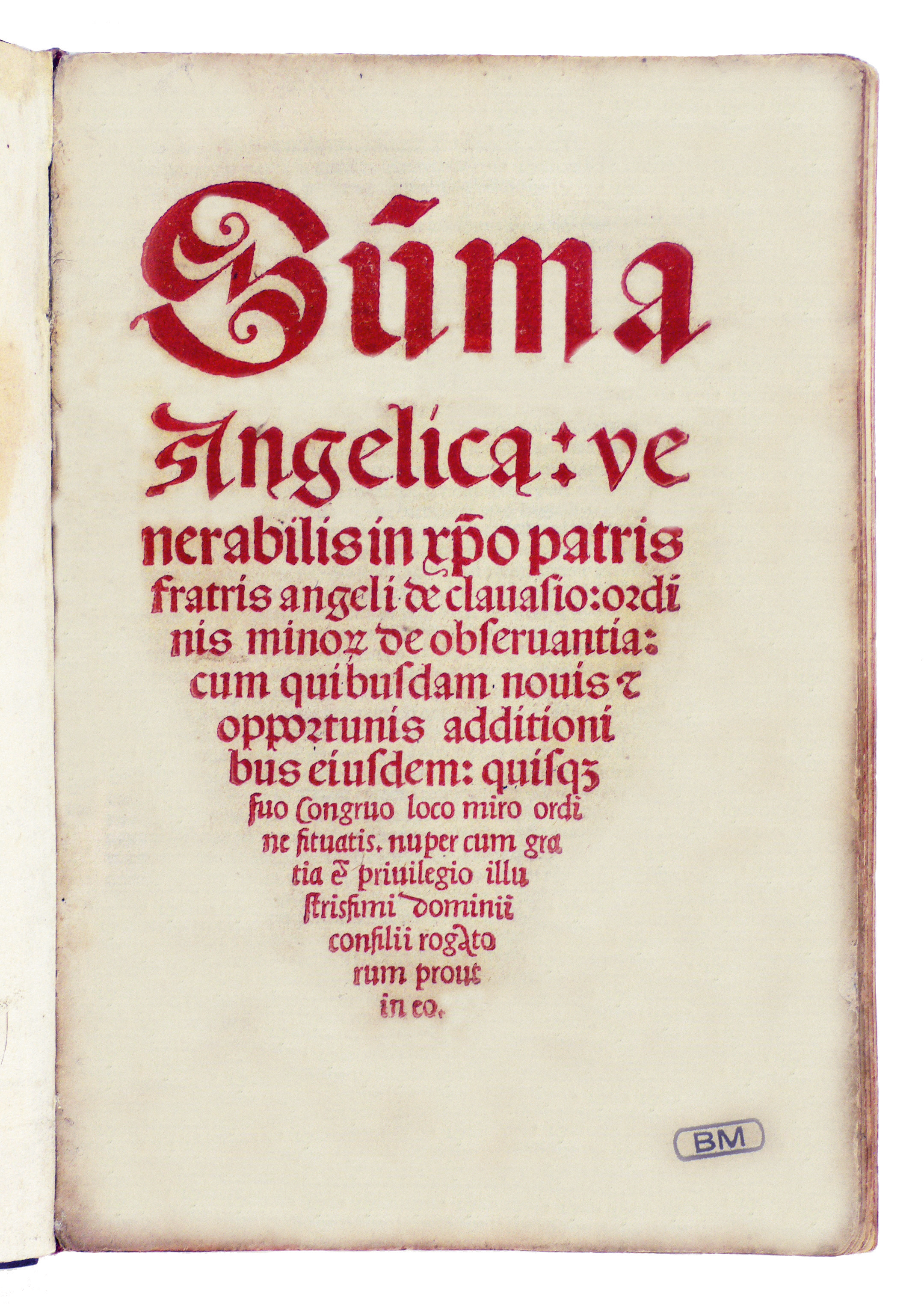
Summa Angelica, 1511 (, Milan).

## Ses ouvrages
Prédicateur, vicaire général de son ordre, diplomate, Gérard Cagnoli était aussi écrivain. Marqué par la philosophie scotiste et par sa formation juridique, il écrit sur tout. Ses œuvres touchent tant à la théologie, la morale, l'économie et à la politique. 
Sa principale œuvre néanmoins demeure sa Summa casuum conscientiae, qui rassemble de manière structurée (ordre alphabétique) un ensemble de règles pour ceux qui, selon lui, veulent vivre leur vie selon la foi catholique. L'ouvrage fut imprimé pour une première fois en 1486 et connu un vaste succès, au point d'obtenir une trentaine d'éditions en autant d'années. L'œuvre prit le surnom de Summa Angelica. Le 10 décembre 1520, Martin Luther brûla avec sa propre bulle d'excommunication et la Somme théologique de Thomas d'Aquin ce même volume sur la place de Wittenberg, ouvrage qu'il appelait de son côté la Summa diabolica, autodafé qui montra indirectement l'important retentissement de l'œuvre à l'époque.

## Vénération
Ange Carletti fut béatifié le 14 avril 1753 par le pape Benoît XIV. Il est fêté le 11 avril.

### Biographie
- (it) Giacomo Todeschini, Credito ed economia della Civitas. Angelo da Chivasso e la dottrina della pubblica utilità fra Quattro e Cinquecento, in Ideologia del credito fra Tre e Quattrocento, dall'Astesano ad Angelo da Chivasso, Centro Studi sui Lombardi e sul credito nel Medioevo, 2001, pp. 59-83.
- (it) Sosio Pezzella, Carletti, Angelo, in Dizionario biografico degli italiani, vol. 20, Roma, Istituto dell'Enciclopedia Italiana, 1977